# Quasas
Os Quasas (Kwazá; também Coaiá ou Koaiá) são um povo ameríndio que habita o sul do estado brasileiro de Rondônia, região onde moravam desde tempo imemorial. Após a abertura da BR-364, nos anos 1960, fazendeiros os expulsaram das terras férteis em que moravam e em 2008 formavam  uma sociedade de apenas 40 indivíduos, que viviam na Terra Indígena Tubarão-Latundê, no município de Chupinguaia, junto com os Aicanãs e os Latundês. A maioria deles são mestiçados com os Aicanãs. Há ainda uma outra família mestiça de Quasa e Aicanã vivendo na Terra Indígena Kwazá do Rio São Pedro. Falam uma língua isolada que está ameaçada de extinção.